# Xã Lead Hill, Quận Christian, Missouri
Xã Lead Hill (tiếng Anh: Lead Hill Township) là một xã thuộc quận Christian, tiểu bang Missouri, Hoa Kỳ. Năm 2010, dân số của xã này là 148 người.